# Dener
Dener Augusto de Souza, meglio noto come Dener (San Paolo, 2 aprile 1971 – Rio de Janeiro, 18 aprile 1994), è stato un calciatore brasiliano, di ruolo centrocampista.

## Caratteristiche tecniche
Mezzala di grande talento, eccelleva nel dribbling. Considerato dagli addetti ai lavori tra i più grandi talenti del calcio brasiliano della sua generazione, tanto da essere paragonato in talune occasioni a Pelè.

## Carriera

### Esordi
Dener iniziò la sua carriera nelle giovanili del San Paolo, nel 1988, ma dopo solo due mesi si trasferì in quelle del Portuguesa, dove, nel 1991, vinse la Copa São Paulo de Juniores e fu eletto miglior giocatore della competizione.

### Club
Nel 1989 venne promosso nella prima squadra del Portuguesa, dove rimase fino al 1993, giocando 47 partite di Campeonato Brasileiro Série A e segnando 7 gol. Nel 1993 passò in prestito al Grêmio, dove vinse il Campionato Gaúcho L'anno successivo passò in prestito al Vasco da Gama, dove gli fu assegnata la vittoria postuma del Campionato Carioca.

### Nazionale
Dener giocò due partite per il Brasile, sotto la guida di Paulo Roberto Falcão. Nel 27 marzo 1991 giocò contro l' Argentina e due mesi dopo, il 28 maggio, contro la Bulgaria.

## Morte
Il 18 aprile 1994 a Rio de Janeiro Dener perse la vita in un incidente automobilistico quando, dopo un viaggio no stop in notturna di oltre 400 chilometri, la sua Mitsubishi Eclipse si schiantò contro un albero nella Avenida Borges de Medeiros, nel distretto della Laguna Rodrigo de Freitas. L'autista era l'amico di Dener, Oto Gomes de Miranda, che perse entrambe le gambe nell'incidente. Dener fu strangolato dalla cintura di sicurezza dell'auto.

## Palmarès

### Club

#### Competizioni giovanili
- Copa São Paulo de Juniores: 1

Portuguesa: 1991

#### Competizioni statali
- Campionato Gaucho: 1

Gremio: 1993
- Campionato Carioca: 1

Vasco da Gama: 1994